# Jed's Little Elopement
Jed's Little Elopement è un cortometraggio muto del 1915 diretto da Al Christie. Prodotto dalla Nestor e distribuito dall'Universal Film Manufacturing Company, aveva come interpreti Eddie Lyons, Lee Moran e Victoria Forde.

## Produzione
Il film fu prodotto dalla Nestor Film Company.

## Distribuzione
Distribuito dall'Universal Film Manufacturing Company, il film - un cortometraggio a una bobina - uscì nelle sale cinematografiche statunitensi il 29 gennaio 1915.